# Борисенко, Клавдия Егоровна
Клавдия Егоровна Борисенко (25 октября 1914, Дьяконово, Курский уезд, Курская губерния, Российская империя — 18 апреля 1992, Дьяконово, Курская область) — советский хозяйственный, государственный и политический деятель, Герой Социалистического Труда.

## Биография
Родилась 7 ноября 1914 года в селе Дьяконово. Член КПСС с 1941 года.
С 1930 года — на хозяйственной, общественной и политической работе. В 1930—1971 гг. — в подсобном хозяйстве, колхозница, звеньевая, председатель колхоза «15-й Октябрь», с 1950 по 1971 г. — председатель колхоза имени Сталина Ленинского (сельского) района Курской области/«Россия» Курского района Курской области.
Указом Президиума Верховного Совета СССР от 7 декабря 1957 года присвоено звание Героя Социалистического Труда с вручением ордена Ленина и золотой медали «Серп и Молот».
Избиралась депутатом Верховного Совета РСФСР 6-го и 7-го созывов.
Умерла в селе Дьяконово 18 апреля 1992 года.